# Thomas Lipton
Sir Thomas Johnstone Lipton (10. maj 1848 i Glasgow – 2. oktober 1931 i London) var en skotsk erhvervsmand og yachtsejler. Han grundlagde temærket Lipton og var den mest vedholdende deltager i yachtturneringen America's Cup.
I 1870 etablerede han sin første butik i Glasgow – kaldet Lipton's Market. Den blev en succes, og hurtigt skabte Lipton en kæde af butikker, først i Glasgow, siden i resten af Skotland og til sidst i hele Storbritannien. Mens Lipton udvidede sit imperium faldt prisen på te og efterspørgslen voksede hos hans kunder. Det fik ham til at gå ind i tebranchen i 1888, hvor antallet af butikker havde passeret 300. Fra starten undgik han de traditionelle handels- og distributionskanaler for at kunne sælge teen til en pris, som arbejderklassen kunne betale. Han skabte i disse år Lipton-mærket og købte teplantager i Ceylon (nuværende Sri Lanka) og Indien. Førstnævnte besøgte han selv i begyndelsen af 1890'erne. Lipton-teen blev solgt både i Europa og USA. Det produceres i dag af den multinationale koncern Unilever.
Han blev i 1898 slået til ridder (Royal Victorian Order), og i 1902 blev han baronet. I årene 1899-1930 deltog Thomas Lipton i America's Cup med bådene Shamrock I-V, der til dato er de største kapsejladsbåde, der nogensinde er bygget.